# Tageblatt

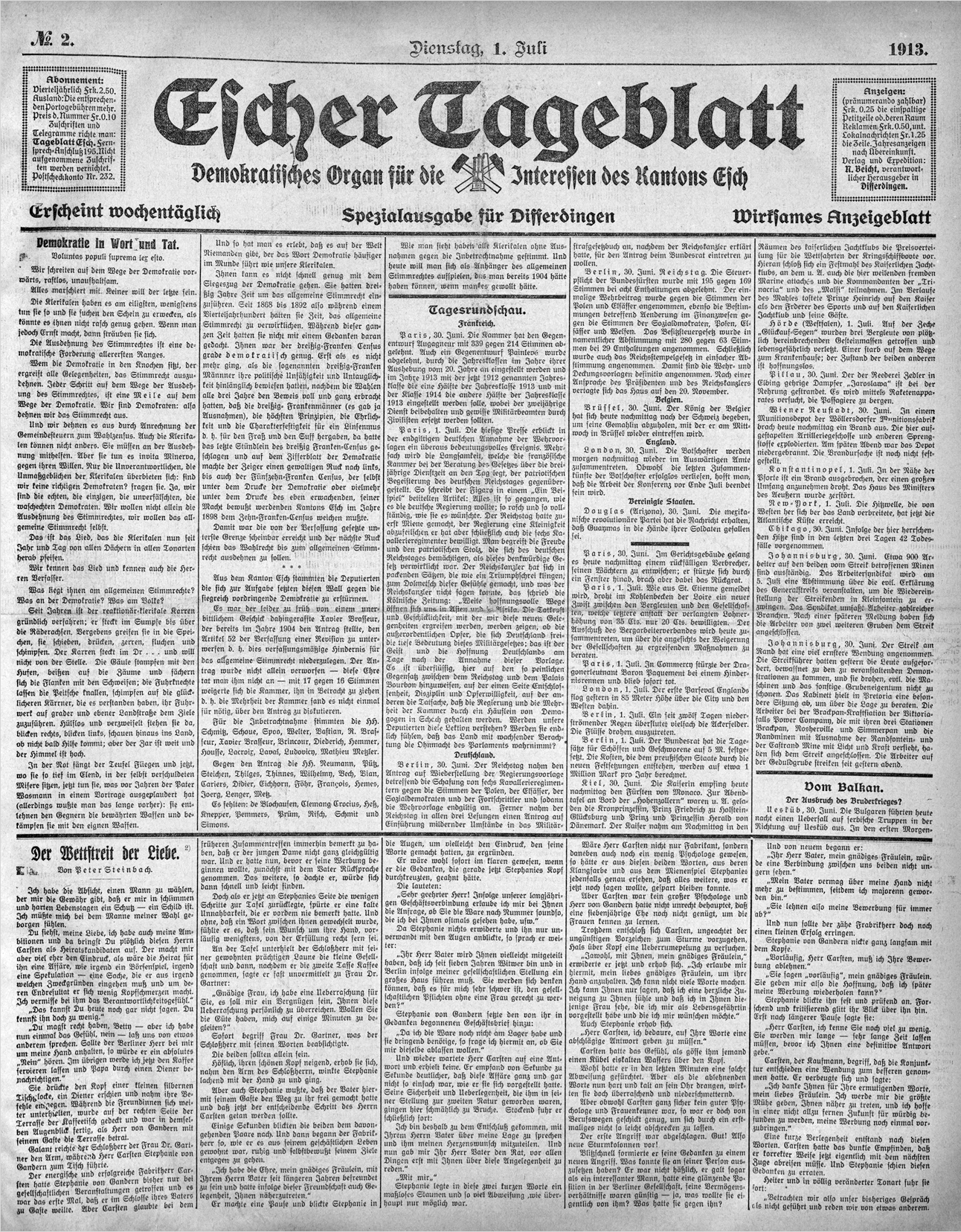
Exemplaire du Escher Tageblatt du 1er juillet 1913

Tageblatt est un journal quotidien luxembourgeois de langue allemande comprenant également quelques articles en français. Tiré chaque jour à environ 10 400 exemplaires, Tageblatt est le deuxième plus grand journal du Luxembourg, derrière Luxemburger Wort.

## Histoire

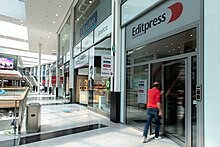
Le siège de la rédaction de Tageblatt à Esch-sur-Alzette

Tageblatt, fondé en 1913, par Paul Schroell (lb), est au départ publié par la Escher Druckerei- und Zeitungsverlag. Il paraît pour la première fois le 1er juillet 1913 sous le nom de Escher Tageblatt et avec le sous-titre « Demokratisches Organ für die Interessen des Kantons Esch » (« Organe démocratique pour les intérêts du canton d'Esch »). Le sous-titre actuel est « Zeitung fir Lëtzebuerg » (« Le journal du Luxembourg »). Le siège de la rédaction du Tageblatt est basé à Esch-sur-Alzette, dans le sud du pays. Le rédacteur en chef est d'abord Frantz Clément (lb) puis Gust van Werveke (lb) ; ce poste est actuellement occupé par Armand Back. Durant un certain temps, le quotidien possédait des publications annexes, nommées Luxemburger Tageblatt et Differdinger Tageblatt.
En 1927, Paul Schroell vend l'imprimerie et l'édition à un syndicat libre. La société d'édition porte maintenant le nom d'Editpress. Actuellement, Tageblatt et aussi Le Quotidien sont publiés par Editpress Luxembourg SA.
En 2013, Tageblatt fête son centenaire. Pour cette occasion est publié un supplément intitulé Tageblatt - Un journal dans son siècle avec l'édition du 26 juin 2014 ; le supplément revient sur les faits les plus importants de l'histoire de l'évolution du journal, ainsi que la place du quotidien dans l'actualité des évènements nationaux et internationaux. Dans ce supplément figurent également des copies d'anciennes unes du Tageblatt.

## Subventions
En 2009, le journal Tageblatt a reçu 1 659 554 € de subventions (en) de la part du gouvernement luxembourgeois. En 2011, le journal reçoit 1 650 446 € de subventions. C'est la subvention la plus élevée de tous les journaux du pays.

## Orientation politique
Il s’agit un journal indépendant qui a une ligne éditoriale à orientation humaniste et progressiste.

## Tirage et lectorat
En termes de tirage, Tageblatt est le deuxième plus grand journal du Luxembourg, se classant juste derrière le Luxemburger Wort. En général, Tageblatt tire environ un quart du nombre d'exemplaires édités par son concurrent. En 2023 le nombre d'exempliares disribués quotidiennement par le Tageblatt atteint 9 674.
En 2022, selon les statistiques de TNS Ilres PLURIMEDIA, en moyenne 17,1% des résidents Luxembourgeois ont affirmé avoir lu Tageblatt au cours des derniers mois. Fidèle sont 30 300 résidents qui lisent le Tageblatt tous les jours.